# Larry Cohen (réalisateur)
Pour l’article homonyme, voir Larry Cohen.
Lawrence George Cohen, dit Larry Cohen, est un réalisateur, producteur et scénariste américain né le 15 juillet 1936 à Manhattan (New York) et mort le 23 mars 2019 à Beverly Hills (Californie),. 
Il est le créateur de la série télévisée Les Envahisseurs. Il est aussi connu pour ses films à petit budget, satiriques et inventifs. Son film le plus célèbre est Le monstre est vivant, un film d'horreur sorti en 1974 et mettant en scène un bébé mutant tueur. Il a écrit les scénarios de Phone Game et Cellular.

## Biographie
Larry Cohen est né à Manhattan (New York) dans l'État de New York. Il a commencé sa carrière à la télévision en écrivant pour des spectacles et en créant les séries culte Branded et Les Envahisseurs. Il a également écrit des scénarios pour les séries Le Fugitif et Les Accusés. En 1966, il est également le cocréateur de la série Blue Light.
Bien que Cohen ait continué à écrire des scénarios pour la télévision et le cinéma dans les années 1970 - comme Columbo - il s'est tourné vers la réalisation.
Son premier film est Bone, sorti en 1972, dont il est à la fois scénariste, réalisateur et producteur. Cohen a scénarisé et réalisé le film Le monstre est vivant en 1974. C'est un film d'horreur qui raconte l'histoire d'un bébé monstre mutant qui se lance dans une série de meurtres. Le film - un échec commercial initial - a été réédité avec une nouvelle campagne publicitaire plus percutante. Il a ensuite connu un succès modéré, rapportant plus de 7 millions de dollars à Warner Bros. et donnant lieu à deux suites et un remake. La musique du film a été composée par Bernard Herrmann, connu pour ses collaborations avec Alfred Hitchcock, notamment Psychose, La mort aux trousses et Sueurs froides. 
Au cours des années 1980, Cohen a réalisé, produit et scénarisé plusieurs films d'horreur à petit budget, dont beaucoup avec l'acteur Michael Moriarty. Il a réalisé Épouvante sur New York qui porte sur un dieu aztèque connu sous le nom de Quetzalcoatl (le serpent ailé) ressuscité et niché au sommet du Chrysler Building. Le film se déroule à New York, comme d'habitude avec Cohen, et voit deux inspecteurs de police enquêter sur une série de meurtres dans la ville.    
Le projet suivant de Cohen avec Moriarty est The Stuff (1985), également connu sous le titre Yaourt Attack, dans lequel une sorte de substance extraterrestre est trouvée en train de bouillonner dans le sol. Il réalise ensuite La vegeance des monstres (1987), la deuxième suite de Le Monstre est vivant (1974). Cohen termine les années 1980 avec Ma belle-mère est une sorcière (1989), dans lequel la regrettée Bette Davis fait sa dernière apparition.    
Cohen a commencé les années 1990 avec le film L'Ambulance (1990) avec Eric Roberts. Le film se déroule à New York et se concentre sur Josh Baker (Roberts), un aspirant dessinateur de bandes dessinées, qui enquête sur une série de disparitions : des personnes sont prises en charge par une mystérieuse ambulance qui n'atteint jamais l'hôpital de la ville. Dans le film, apparaissent brièvement Stan Lee, Larry Hama et Jim Salicrup de Marvel Comics.    
Larry Cohen a été influencé par le réalisateur Samuel Fuller et a habité une maison lui ayant appartenu. Ces dernières années, il a délaissé ses activités de producteur et de réalisateur pour se consacrer à l'écriture. Ce travail a d'abord concerné la télévision et des films à petits budgets, mais il s'est retrouvé au premier plan à Hollywood lorsque le scénario de Phone Game a été porté à l'écran en 2002 par le réalisateur Joel Schumacher.

## Filmographie

### Comme réalisateur
- 1972 : Bone (en)
- 1973 : Black Caesar, le parrain de Harlem (Black Caesar)
- 1973 : Casse dans la ville (Hell Up in Harlem)
- 1974 : Le monstre est vivant (It's Alive)
- 1976 : Meurtres sous contrôle (God Told Me To)
- 1977 : The Private Files of J. Edgar Hoover
- 1979 : Les monstres sont toujours vivants (It Lives Again)
- 1981 : Full Moon High
- 1982 : Épouvante sur New York (Q)
- 1984 : L'Impasse sanglante (en) (Perfect Strangers)
- 1984 : Special Effects (en)
- 1985 : The Stuff
- 1987 : La Vengeance des monstres (It's Alive III: Island of the Alive)
- 1987 : Homicide à Wall Street (en) (Deadly Illusion)
- 1987 : Les Enfants de Salem (A Return to Salem's lot)
- 1989 : Ma belle-mère est une sorcière (Wicked Stepmother)
- 1990 : L'Ambulance (The Ambulance)
- 1994 : Fausse Identité (As Good as Dead), téléfilm
- 1996 : Original Gangstas (en)
- 2006 : Les Maîtres de l'horreur (Masters of Horror) (saison 1 épisode 11) (série télévisée)

### Comme scénariste
- 1966 : Le Retour des sept de Burt Kennedy
- 1967-1968 : Les Envahisseurs (The Invaders) (série télévisée)
- 1970 : El Condor de John Guillermin
- 1972 : Bone (en)
- 1972 : Cool Million (série télévisée)
- 1973 : Black Caesar, le parrain de Harlem (Black Caesar)
- 1973 : Casse dans la ville (Hell Up in Harlem)
- 1973 : Columbo : Quand le vin est tiré (Any Old Port in a Storm) (série télévisée)
- 1973 : Columbo : Candidat au crime (Candidate for Crime) (série télévisée)
- 1974 : Columbo : Exercice fatal (An Exercise in Fatality) (série télévisée)
- 1974 : Le monstre est vivant (It's Alive)
- 1976 : Meurtres sous contrôle (God Told Me To)
- 1977 : The Private Files of J. Edgar Hoover
- 1979 : Les monstres sont toujours vivants (It Lives Again)
- 1980 : The American Success Company de William Richert
- 1981 : Full Moon High
- 1982 : J'aurai ta peau (I, the Jury) de Richard T. Heffron
- 1982 : Épouvante sur New York (Q)
- 1984 : L'Impasse Sanglante (en) (Perfect Strangers)
- 1984 : Special Effects (en)
- 1985 : The Stuff
- 1987 : La Vengeance des monstres (It's Alive III: Island of the Alive)
- 1987 : Pacte avec un tueur (Best Seller) de John Flynn
- 1987 : Homicide à Wall Street (en) (Deadly Illusion)
- 1988 : Maniac Cop de William Lustig
- 1989 : Ma belle-mère est une sorcière (Wicked Stepmother)
- 1990 : L'Ambulance (The Ambulance)
- 1990 : Maniac Cop 2 de William Lustig
- 1993 : Maniac Cop 3 de William Lustig
- 1993 : L'Avocat du diable (Guilty as Sin) de Sidney Lumet
- 1996 : Piège intime (Invasion of Privacy) d'Anthony Hickox
- 1997 : The Ex de Mark L. Lester
- 1997 : Chaleur meurtrière (Ed McBain's 87th Precinct: Heatwave) de Douglas Barr
- 1997 : Uncle Sam de William Lustig
- 1998 : L'Enfant du mal (en) (Misbegotten) de Mark L. Lester
- 2002 : Phone Game de Joel Schumacher
- 2007 : Captivity de Roland Joffé
- 2009 : La Mort au bout du fil (Messages Deleted) de Rob Cowan

### Comme producteur
- 1972 : Bone (en)
- 1973 : Black Caesar, le parrain de Harlem (Black Caesar)
- 1973 : Casse dans la ville (Hell Up in Harlem)
- 1974 : Le monstre est vivant (It's Alive)
- 1976 : Meurtres sous contrôle (God Told Me To)
- 1977 : The Private Files of J. Edgar Hoover
- 1979 : Les monstres sont toujours vivants (It Lives Again)
- 1981 : Full Moon High
- 1982 : Épouvante sur New York (Q)
- 1985 : The Stuff (producteur exécutif)
- 1987 : La Vengeance des monstres (It's Alive III: Island of the Alive) (producteur exécutif)
- 1987 : Les Enfants de Salem (A Return to Salem's lot)
- 1987 : Maniac Cop de William Lustig
- 1989 : Ma belle-mère est une sorcière (Wicked Stepmother) (producteur exécutif)
- 1990 : Maniac Cop 2 de William Lustig
- 1993 : Maniac Cop 3 de William Lustig (coproducteur)